# Roberta Collins
Roberta Collins (Alhambra, California, 17 de noviembre de 1944-16 de agosto de 2008) fue una actriz estadounidense de cine y televisión reconocida por su atractivo físico, similar al de Marilyn Monroe. Protagonizó varias películas de cine de explotación, incluyendo sus papeles de Clara en Eaten Alive de Tobe Hooper y  Matilda en Death Race 2000.
Jack Hill, director que trabajó con Roberta en The Big Doll House, una vez se refirió a ella como "una excelente actriz que pudo haber llevado una brillante carrera pero que no pudo con su vida personal ... un día era fantástica, hacía todo a la perfección, pero salía de fiesta hasta las 4 A.M. y al día siguiente era completamente inútil."